# Beatus de San Millán
Le Beatus de San Millán  est un manuscrit enluminé contenant notamment un commentaire de l'Apocalypse de Beatus de Liébana provenant du monastère de San Millán de la Cogolla. Il est actuellement conservé à l'Académie royale d'histoire sous la cote Cod.33. C'est un des manuscrits du Beatus les plus complets du point de vue des textes, même si les enluminures n'ont pas toutes été achevées.

## Historique
Le manuscrit a été réalisé en deux campagnes de rédaction et de décoration. La première semble se situer dans la province de Leon et remonte à la fin du Xe siècle : l'essentiel du texte est alors copié ainsi que la plupart des dessins des miniatures. La seconde campagne, qui a lieu sans doute au sein du monastère de San Millán de la Cogolla dans La Rioja et qui lui a donné son nom. À l'occasion de cette campagne datée généralement de la fin du XIe siècle, la mise en couleur des dessins est achevée ainsi que la réalisation d'une autre miniature. Selon John Williams, cette campagne remonte plutôt au début du premier quart du XIIe siècle, les miniatures de cette époque manifestent une influence romane et notamment de l'enluminure française des années 1100. 

## Description
Comme souvent dans les manuscrits du Beatus, le livre contient, en plus du commentaire de Beatus de Liébana, le prologue à l'Apocalypse de saint Jérôme, son commentaire du livre de Daniel, mais aussi des extraits des Etymologiae d'Isidore de Séville. Par contre, le manuscrit contient 48 miniatures dans les 228 premières pages et 1 seule dans les 54 dernières.